# A szentjóbi erdő titka
A szentjóbi erdő titka (angol cím: Secret of St. Job Forest) Kertész Mihály 1917-ben bemutatott bűnügyi némafilmje.
A filmnek nem maradt fenn példánya.

## Címváltozatok
- Titok (magyar címváltozat)
- The Secret of Szentjób Forest (angol címfordítás változat)[1]
- Der Herr Untersuchungsrichter (osztrák forgalmazási cím)

## Szereplők
- Elsner Károly – Törzs Jenő
- Elsner Pál – Kertész Dezső
- Hiller vizsgálóbíró – Pethes Imre
- Hillerné – Báthory Giza
- Özvegy Elsnerné – T. Halmi Margit
- Lakáj – Réthey Lajos
- Védő – Kardos Andor
- Uzsorás – Ditrói Mór
- Andorffy Ida
- Ürmössy Anikó

## Történet
Elsner Károly szerelmi bánatában messze külföldre, Indiába vándorolt ki. Öccse, Pál tengerésztiszt létére könnyelmű életet élt, s eladósodva egy uzsorás hálójába került. Aggódó édesanyjuk hívására Károly hazatér. Éppen időben érkezik, mert öccse már öngyilkosságra készül. Elveszi tőle a revolverét, és megígéri, hogy kifizeti az adósságot. Felkeresi szerelmét, akit annak idején nem vehetett feleségül fiatal, szegény mérnökként, és aki később egy Hiller nevű vizsgálóbíróhoz ment feleségül. Az asszonynak beteg gyermeke miatt lelkiismeret furdalása támad. A váratlanul hazaérkező férj elől Károly az erkélyen rejtőzik el, ahonnan véletlenül épp szemtanúja lesz ahogy a szentjóbi erdőben megölik az uzsorást, akinek az öccse tartozik. Az erkélyről leugorva üldözőbe veszi a gyilkost de sikerül elmenekülnie. Nem veszi észre, hogy a dulakodás közben elveszítette öccse revolverét, és az éjjel el is utazik. A rendőrség a helyszínen megtalálja a testvére revolverét, így egyértelműen őt gyanúsítják és le is tartóztatják. Károly anyja táviratára ismét hazatér. Első útja szerelméhez vezet, de az asszony hirtelen eltűnése miatt őt hiszi a gyilkosnak. Károly Hillerék lakájában felismeri azt a férfit, akit üldözött, ám ezzel nehéz helyzetbe került. Ha leleplezi, az asszony jó híre kerül veszélybe, de ha nem, öccsét ítélhetik halálra. Ezt a terhet az asszony se tudná elviselni, ezért vallomást tesz, aminek hatására a lakáj is beismeri tettét. Bosszúból ölte meg az uzsorást, mert elcsábította a lányát. A férj azonban nem bocsát meg neki, ami miatt a nő öngyilkos lesz.

## Érdekességek
Az azóta felnövekedett és gyakorlatot szerzett krimifogyasztó nemzedékek számos dramaturgiai és logikai hibát fedezhetnének fel a történetben, de ez ebben az időszakban nem volt ritka.